# رافائل ای. لکوئونا
رافائل ای. لکوئونا (به انگلیسی: Rafael A. Lecuona) ژیمناست زادهٔ ۲ ژوئن ۱۹۲۸ میلادی اهل کشور کوبا بود.